# John Shortland (Marineoffizier)

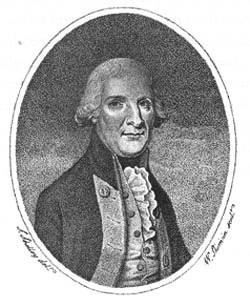
John Shortland (sen.)

John Shortland (* 1739 in Plymouth, Großbritannien; † 1803 in Lille, Frankreich) war ein Offizier der Royal Navy, der sich als Transportagent der First Fleet und bei der Erkundung und Kartierung von Inseln im Südpazifik einen Namen machte.

## Herkunft und frühe Lebensjahre
John Shortland wurde 1739 in der Nähe von Plymouth, England, als Sohn von Thomas Shortland geboren. 1755 trat er als Midshipman in die Royal Navy ein. Er diente unter Admiral Edward Boscawen vor Neufundland, unter Admiral John Byng vor Menorca und unter Admiral George Rodney in Westindien.

## Im Transportdienst
1763 zum Leutnant befördert, war er im Transportdienst zwischen England und Amerika tätig. Er befehligte eine Transportflotte, die 1782 Verstärkungen zur Entlastung von Gibraltar brachte, und nachdem er 1786 mit Truppen aus Halifax zurückgekehrt war, wurde er zum Marineagenten für die Transporte der First Fleet ernannt. Als Gouverneur Arthur Phillip bis zum 11. Mai 1787, zwei Tage vor dem geplanten Auslaufen der Flotte, in London festgehalten wurde, war Shortland gezwungen, die letzten Vorbereitungen allein zu überwachen. Diese Aufgabe erfüllte er anscheinend mit großer Wachsamkeit und Effizienz, sodass ihm ein signifikanter Teil des Verdienstes für den Erfolg der Reise der First Fleet zukam.
Als die Flotte das Kap der Guten Hoffnung passiert hatte, segelten Shortland und Phillip auf der HMS Supply zusammen mit den drei schnellsten Transportern, der Alexander, der Friendship und der Scarborough als Vorhut vor dem Rest der Schiffe und erreichten Botany Bay am 17. Januar 1788. Shortland blieb bis zum 14. Juli in Australien und segelte mit der Alexander und begleitet von der Borrowdale, Prince of Wales und Friendship zurück nach England. An Bord hatte er die ersten Depeschen von Gouverneur Phillip an den Außenminister Francis Osborne.
Während der Reise Richtung Batavia entdeckte und kartierte Shortland viele Inseln und Riffe. Er gab den Treasury Islands ihren Namen und benannte Riffe, eine Meerenge (Shortland Strait), mehrere Inseln (darunter Shortland Island und eine weitere) sowie die Inselgruppe Shortland Islands nach sich selbst. Am 2. August 1788 entdeckte er aus europäischer Sicht die Russell-Inseln, erreichte Nggatokae, Vangunu und Simbo und gab dem New-Georgia-Archipel seinen Namen.
Während der Reise nach Batavia musste die Friendship in der Nähe von Borneo versenkt werden, nachdem die Besatzungsstärke durch Skorbut reduziert worden war. Im Mai 1789 erreichte Shortland England. Er drängte die Admiralität nachdrücklich, die Ostküste Australiens ordnungsgemäß kartieren zu lassen, und in der Folge entsandte der Außenminister Matthew Flinders auf der HMS Investigator.
Shortland wurde 1790 zum Commander befördert und zog sich nach weiterem aktiven Dienst nach Lille in Frankreich zurück, wo er 1803 starb.

## Familie und Andenken
Am 5. Juli 1764 heiratete Shortland Margarethe Rutherford in Whitechapel, Middlesex. Das Paar hatte zwei Töchter, Jane und Peggy, und zwei Söhne, John Shortland (jun.) (1769–1810) und Thomas George Shortland (* 1771), die beide ebenfalls Marineoffiziere wurden und auch beide Teilnehmer der First Fleet Unternehmung waren.
John Shortland wird oft mit seinem Sohn verwechselt. Dieser Fehler trat zum Beispiel bei der Feier der Entdeckung des Hunter River durch den Sohn auf, und nochmals beim 150. Jahrestag desselben Ereignisses, als die Australia Post eine Briefmarke herausgab, die das Gesicht des Vaters anstelle des Sohnes zeigte.